# به رسمیت شناختن اتحادیه های همجنس‌گرایان در کره جنوبی
به رسمیت شناختن اتحادیه‌های همجنس‌گرایان در کره جنوبی (انگلیسی: Recognition of same-sex unions in South Korea) کره جنوبی ازدواج همجنس گرایان، اتحادیه‌های مدنی یا هر شکل دیگری از اتحادیه قانونی برای زوج‌های همجنس را به رسمیت نمی‌شناسد.

## حقوق قانونی محدود
در سال ۲۰۱۹، دولت کره جنوبی اعلام کرد که همسران همجنس دیپلمات‌های خارجی را که برای زندگی در کره جنوبی آمده‌اند به رسمیت می‌شناسد. این به رسمیت شناختن شامل همسران همجنس دیپلمات‌های کره جنوبی مقیم خارج از کشور و همچنین زوج‌های همجنس کره جنوبی نمی‌شود. از سال ۲۰۲۱، تنها ذینفعان این طرح، سفیر نیوزلند، فیلیپ ترنر، و همسرش هیروشی ایکدا بوده‌اند. ترنر و ایکدا در اکتبر ۲۰۱۹ به عنوان «همسر قانونی» در یک پذیرایی رسمی با رئیس‌جمهور مون جه-این و همسرش کیم جونگ سوک در کاخ آبی شرکت کردند. کیودوک هونگ، استاد دانشگاه زنان سوک‌میونگ، گفت که «[این] به‌طور نمادین نشان می‌دهد که به رسمیت شناختن ازدواج همجنس‌گرایان یک روند جهانی است و کره نمی‌تواند آن را نادیده بگیرد».
در فوریه ۲۰۲۰، مردی در رابطه با همجنسش با موفقیت شریک زندگی خود، «سو سونگ ووک» را به عنوان همسرش ثبت کرد و به سو اجازه داد به طرح بیمه درمانی کارفرمای خود دسترسی داشته باشد. وقتی چند ماه بعد این داستان عمومی شد، خدمات بیمه سلامت ملی (NHIS) روش خود را تغییر داد و وضعیت وابسته را لغو کرد. در فوریه ۲۰۲۱، «سو» علیه NHIS شکایت کرد. او ادعا کرد که NHIS به طور ناعادلانه ای علیه این زوج تبعیض قائل شده‌است زیرا آژانس پوشش همسر را به شرکای معمولی ارائه می‌دهد و تنها پس از اطلاع از ازدواج با همجنس خود، پوشش او را تحت برنامه بیمه کارفرمای شریک زندگی خود لغو کرد. در ژانویه ۲۰۲۲، دادگاه اداری با استناد به عدم به رسمیت شناختن قانونی اتحادیه‌های همجنسگرایان در کره جنوبی، علیه او حکم صادر کرد؛ بنابراین گفت که درخواست تجدید نظر خواهد کرد، «ما تجدید نظر خواهیم کرد و جهان تغییر خواهد کرد. من معتقدم جهانی که مردم می‌توانند در آن به طور مساوی زندگی کنند به زودی فرا می‌رسد.» دادگاه استیناف در ۲۱ فوریه ۲۰۲۳ به نفع این زوج رای داد و اعلام کرد که بیمه درمانی دولتی باید پوشش همسر را به زوج‌های همجنس ارائه دهد، این «اولین شناسایی قانونی مزایای اجتماعی برای زوج‌های همجنس» در کره جنوبی بود. خدمات بیمه سلامت ملی اعلام کرده‌است که این حکم را به دادگاه عالی تجدید نظر خواهد کرد.